# Dick Nanninga
Dirk Jacobus Willem Nanninga, detto Dick (Groningen, 17 gennaio 1949 – Maaseik, 21 luglio 2015), è stato un calciatore olandese.

## Carriera
Dopo aver esordito nella stagione 1973-74 nel Veendam, Nanninga fu trasferito al Roda, dove giocò gran parte della sua carriera militandovi otto anni (dal 1974 al 1982), e di cui è tuttora il migliore marcatore con 107 reti realizzate. Dopo una stagione a Hong Kong, tra le file del Seiko, concluse la sua carriera giocando tre stagioni nel MVV.
Fu convocato in nazionale disputando i Mondiali del 1978 e gli Europei del 1980. Dal 1978 al 1981 totalizzò 15 presenze e sei gol. Nella stessa edizione dei Mondiali, nella quale disputò quattro incontri partendo sempre dalla panchina, venne espulso nel finale dell'incontro del girone semifinale contro la Germania Ovest, nove minuti dopo il suo ingresso in campo. Disputò inoltre la finale, dove mise a segno l'unica segnatura della squadra olandese, che venne sconfitta dai padroni di casa per 3-1.

## Malattia e morte
Affetto da diabete, cadde in coma nel 2012, riprendendo coscienza solo cinque mesi dopo. A causa della malattia, gli vennero successivamente amputate entrambe le gambe. È morto nel 2015 all'età di 66 anni.

## Statistiche

### Presenze e reti nei club[4]
| Stagione | Squadra         | Presenze | Gol |
| -------- | --------------- | -------- | --- |
| 1973-74  | Veendam         | 31       | 15  |
| 1974-75  | Roda JC         | 32       | 13  |
| 1975-76  | Roda JC         | 32       | 14  |
| 1976-77  | Roda JC         | 34       | 11  |
| 1977-78  | Roda JC         | 16       | 9   |
| 1978-79  | Roda JC         | 31       | 23  |
| 1979-80  | Roda JC         | 30       | 15  |
| 1980-81  | Roda JC         | 21       | 12  |
| 1981-82  | Roda JC         | 29       | 10  |
| 1982-83  | Seiko Hong Kong | 20       | 2   |
| 1983-84  | MVV             | 32       | 15  |
| 1984-85  | MVV             | 29       | 11  |
| 1985-86  | MVV             | 6        | 0   |

### Cronologia presenze e reti in nazionale[5]
| Cronologia completa delle presenze e delle reti in nazionale ― Paesi Bassi | Cronologia completa delle presenze e delle reti in nazionale ― Paesi Bassi | Cronologia completa delle presenze e delle reti in nazionale ― Paesi Bassi | Cronologia completa delle presenze e delle reti in nazionale ― Paesi Bassi | Cronologia completa delle presenze e delle reti in nazionale ― Paesi Bassi | Cronologia completa delle presenze e delle reti in nazionale ― Paesi Bassi | Cronologia completa delle presenze e delle reti in nazionale ― Paesi Bassi | Cronologia completa delle presenze e delle reti in nazionale ― Paesi Bassi |
| Data                                                                       | Città                                                                      | In casa                                                                    | Risultato                                                                  | Ospiti                                                                     | Competizione                                                               | Reti                                                                       | Note                                                                       |
| -------------------------------------------------------------------------- | -------------------------------------------------------------------------- | -------------------------------------------------------------------------- | -------------------------------------------------------------------------- | -------------------------------------------------------------------------- | -------------------------------------------------------------------------- | -------------------------------------------------------------------------- | -------------------------------------------------------------------------- |
| 5-4-1978                                                                   | Tunisi                                                                     | Tunisia                                                                    | 0 – 4                                                                      | Paesi Bassi                                                                | Amichevole                                                                 | 2                                                                          |                                                                            |
| 3-6-1978                                                                   | Mendoza                                                                    | Paesi Bassi                                                                | 3 – 0                                                                      | Iran                                                                       | Mondiali 1978 - 1º turno                                                   | -                                                                          | 70’                                                                        |
| 7-6-1978                                                                   | Mendoza                                                                    | Paesi Bassi                                                                | 0 – 0                                                                      | Perù                                                                       | Mondiali 1978 - 1º turno                                                   | -                                                                          | 68’                                                                        |
| 18-6-1978                                                                  | Córdoba                                                                    | Paesi Bassi                                                                | 2 – 2                                                                      | Germania Ovest                                                             | Mondiali 1978 - 2º turno                                                   | -                                                                          | 79’ 88’                                                                    |
| 25-6-1978                                                                  | Córdoba                                                                    | Argentina                                                                  | 3 – 1 dts                                                                  | Paesi Bassi                                                                | Mondiali 1978 - Finale                                                     | 1                                                                          | 59’                                                                        |
| 20-9-1978                                                                  | Nimega                                                                     | Paesi Bassi                                                                | 3 – 0                                                                      | Islanda                                                                    | Qual. Euro 1980                                                            | -                                                                          |                                                                            |
| 11-10-1978                                                                 | Berna                                                                      | Svizzera                                                                   | 1 – 3                                                                      | Paesi Bassi                                                                | Qual. Euro 1980                                                            | -                                                                          |                                                                            |
| 5-9-1979                                                                   | Reykjavík                                                                  | Islanda                                                                    | 0 – 4                                                                      | Paesi Bassi                                                                | Qual. Euro 1980                                                            | 2                                                                          |                                                                            |
| 26-9-1979                                                                  | Rotterdam                                                                  | Paesi Bassi                                                                | 1 – 0                                                                      | Belgio                                                                     | Amichevole                                                                 | -                                                                          |                                                                            |
| 23-1-1980                                                                  | Vigo                                                                       | Spagna                                                                     | 1 – 0                                                                      | Paesi Bassi                                                                | Amichevole                                                                 | -                                                                          | 55’                                                                        |
| 26-3-1980                                                                  | Parigi                                                                     | Francia                                                                    | 0 – 0                                                                      | Paesi Bassi                                                                | Amichevole                                                                 | -                                                                          | 73’                                                                        |
| 11-6-1980                                                                  | Napoli                                                                     | Paesi Bassi                                                                | 1 – 0                                                                      | Grecia                                                                     | Euro 1980 - 1º turno                                                       | -                                                                          | 46’                                                                        |
| 14-6-1980                                                                  | Napoli                                                                     | Paesi Bassi                                                                | 2 – 3                                                                      | Germania Ovest                                                             | Euro 1980 - 1º turno                                                       | -                                                                          | 46’                                                                        |
| 17-6-1980                                                                  | Milano                                                                     | Paesi Bassi                                                                | 1 – 1                                                                      | Cecoslovacchia                                                             | Euro 1980 - 1º turno                                                       | -                                                                          | 46’                                                                        |
| 22-2-1981                                                                  | Groninga                                                                   | Paesi Bassi                                                                | 3 – 0                                                                      | Cipro                                                                      | Qual. Mondiali 1982                                                        | 1                                                                          | 46’                                                                        |
| Totale                                                                     |                                                                            | Presenze                                                                   | 15                                                                         |                                                                            | Reti                                                                       | 6                                                                          |                                                                            |